# Mononoke (anime)
Mononoke (モノノ怪) là một Series truyền hình phim hoạt hình Nhật Bản sản xuất bởi Toei Animation. Một spin-off của series tuyển tập kinh dị năm 2006 Ayakashi: Samurai Horror Tales, Mononoke  theo chân nhân vật Dược Phu khi anh ta vẫn phải tiếp tục đối mặt với vô số hiểm họa tự nhiên. Mononoke lấy bối cảnh trong Thời kì Edo Nhật Bản với bốn đẳng cấp, Samurai là tấng lớp cao nhất và thương nhân (như Dược Phu) là tầng lớp thấp nhất. Chỉ Samurai được phép mang kiếm, vậy nên nhiều nhân vật đã bất ngờ khi Dược Phu mang bên mình một thanh kiếm.
Được sản Xuất bởi Toei Animation, series anime này được chỉ đạo bởi Kenji Nakamura, viết bởi Chiaki J. Konaka, Ikuko Takahashi, Michiko Yokote và Manabu Ishikawa. Takashi Hashimoto chỉ đạo hoạt cảnh và thiết kế nhân vật, Takashi Kurahashi chỉ đạo hình ảnh, âm nhạc trong phim được sáng tác bởi Yasuharu Takanashi, và bộ phim đã được phát sóng trên Noitamina của Fuji Television từ tháng 7 năm 2007 tới tháng 9 năm 2007, kéo dài 12 tập. Siren Visual cấp phép cho khu vực Australasia.
Một manga chuyển thể của phần gốc Bakeneko đã được xuất bản trong Young Gangan từ 17 tháng 8 năm 2007 đến 1 tháng 8 năm 2008. Mỗi chương lẻ được góp nhặt và phát hành trong hai tankōbon bởi Square Enix vào 25 tháng 1 năm 2008 và 25 tháng 9 năm 2008. Series manga thứ hai bắt đầu được xuất bản vào 25 tháng 9 năm 2013 bởi Tokuma Shoten trên tạp chí Monthly Comic Zenon của họ. Chương cuối được đăng trong Monthly Comic Zenon vào 25 tháng 11 năm 2014. Series này được phát hành thành hai tập lần lượt vào 19 tháng 7 năm 2014 20 tháng 12 năm 2014.

## Nội dung và nhân vật
Kusuriuri là một nhân vật vô danh đi lang thang, chỉ được biết tới là "Dược Phu" (lồng tiếng bởi Takahiro Sakurai). Series được tạo nên từ những chương riêng lẻ, trong đó Dược Phu chạm trán, chiến đấu và cuối cùng là tiêu diệt những mononoke. Những "mononoke" là một loại của ayakashi, những linh hồn dị thường nán lại trong nhân gian bằng cách gắn kết chúng với những cảm xúc tiêu cực của chúng với con người.
Dược Phu luôn hành động theo một phương thức, sử dụng kiến thức về siêu nhiên của anh để chống lại mononoke cho tới khi anh biết được Hình (Katachi), Chân (Makoto) và Căn (Kotowari) của linh hồn. Chỉ khi đó anh mới rút được thanh kiếm của mình ra khỏi vỏ kiếm và trừ khử ác ma.

### Tập 1–2: Zashiki-warashi 座敷童子

#### Nội dung
Trong khi qua đêm tại một quán trọ truyền thống, Dược Phu tình cờ gặp một hiện tượng lạ. Một phụ nữ mang thai tên Shino đang tuyệt vọng tìm kiếm nơi nương náu được dẫn tới căn phòng trống cuối cùng. Tuy nhiên đây lại là căn phòng bị một nhóm Zashiki Warashi ám. Khi nhóm Zashiki Warashi giết một tên sát thủ nhắm vào Shino, bảo vệ Shino và đứa con chưa chào đời của cô, Dược Phu bắt đầu tra hỏi căn nguyên của mononoke.
Chủ quán trọ tiết lộ nơi này từng là một nhà chứa, và bà ta chính là chủ nhà chứa ấy. Người chủ quán bắt những kỹ nữ của bà phá thai để họ có thể tiếp tục làm việc; cuối cùng, bà ta tiết lộ rằng căn phòng mà Shino đang ở (nơi mà những đứa trẻ chưa được sinh ra bị lấy ra từ tử cung của mẹ chúng nó, bị đốt cháy và bị niêm phong đằng sau bức tường) được  xây dựng lên như một món quà dành cho những đứa trẻ ấy. Dược Phu nhận ra những mononoke này bị thu hút bởi Shino vì chúng mong muốn được sinh ra. Những Zashiki Warashi muốn Shino sinh chúng ra và cô đồng ý, khiến Dược Phu cảm thấy kinh hoàng. Cô dứt chiếc bùa chống mononoke ra khỏi bụng mình. Và hóa ra, một trong những Zashiki Warashi mà cô đã gặp chính là con của cô. Tuy nhiên, quá nhiều linh hồn muốn nhập vào khiến cho đứa trẻ trong bụng Shino bị tổn thương. Lúc này, những linh hồn nhận ra rằng cái mong muốn ấy sẽ chỉ gây tổn thương cho người duy nhất đối xử tốt với chúng. Đám Zashiki Wazashi mỉm cười và cho phép Dược Phu tiêu diệt chúng.

#### Nhân vật
- Shino (志乃) (lồng tiếng bởi Rie Tanaka): Người phụ nữ có mang tìm kiếm nơi trú ẩn trong một đêm mưa. Cô có con với thiếu gia của cô khi làm việc tại nhà của chủ nhân và chỉ muốn hạ sinh đứa trẻ một cách an toàn.
- Hisayo (久代) (lồng tiếng bởi Toshiko Fujita): Chủ của quán trọ từng được dùng làm nhà chứa. Căn phòng bà dành cho Shino từng là nơi các kĩ nữ bị buộc phá thai.
- Tokuji (徳次) (lồng tiếng bởi Kōzō Shiotani): Một người giúp việc trong quán trọ và anh ta cũng từng giúp Hisayo buộc các kĩ nữ phá thai.
- Naosuke (直助) (lồng tiếng bởi Eiji Takemoto): Một sát thủ muốn giết Shino và đứa con của cô.
- Thiếu gia (lồng tiếng bởi Yūsuke Numata): Người khiến Shino có thai rồi bỏ rơi cô.
- Zashiki Warashi (座敷童子) (lồng tiếng bởi Aiko Hibi): Linh hồn của những đứa trẻ bị Hisayo giết nhiều năm về trước.

### Tập 3–5: Umibōzu 海坊主

#### Nội dung
Đi trên một tàu buôn sang trọng, Dược Phu và những hành khách khác trôi dạt vào Tam Long Giác Hội, một vùng biển bí ẩn tràn đầy ayakashi. Trong số những hành khách có Kayo, một hầu gái từ nhà Sakai nối danh do có Bakeneko, Genkei, một tu sĩ Phật Giáo, và Genyousai, một nhạc sĩ theo thuyết duy linh. Thông qua sự xuất hiện của Umizatou, một ayakashi yêu cầu những hành khách tiết lộ điều họ sợ nhất, mọi người phát hiện ra Genkei là người đã khiến tàu đi chệch hướng.
Genkei giải thích ông và người em gái kém ông năm tuổi, Oyō, lớn lên rất thân thiết với nhau (ông ta nói "quá thân thiết") vì hai người bị bỏ lại trên một hòn đảo nhỏ còn cha mẹ họ đã mất ở ngoài biển khơi. Vì ham muốn nhục dục với em gái đã thúc đẩy ông trở thành một tu sĩ khổ hạnh của Phật giáo ở tuổi 15, để lại Oyo phía sau.
Dù chuyên tâm học tập và tu hành, ông vẫn không thể thoát khỏi nhục dục hướng tới em gái mình. Khi ông biết tin những con tàu của đảo mình bị chìm trên biển, ông vui lòng tình nguyện trở thành vật hiến tế bằng việc bị giam sống vào một "chiếc thuyền rỗng" trôi dạt trên biển. Ông giải thích rằng ông thà chết còn hơn sống trong nỗi sợ của dục vọng. Tuy nhiên, vào đêm trước khi con thuyền được hạ thủy, ông gặp lại Oyō, giờ đang tuổi 16 và "rất xinh đẹp." Cô thú nhận cô có cùng tình cảm dành cho ông và vì hai người không thể nào kết hôn với nhau, cô sẽ trở thành vật hiến tế thay ông, không muốn thành thân với người không phải anh trai mình. Nghe tới đây, nhà sư trẻ bỏ trốn với lời thể tự kết liễu đời mình để đoàn tụ với Oyō. Thế nhưng ông không thể, thay vào đó ông dành 50 năm để cầu  nguyện cho linh hồn của Oyō tội nghiệp, xác chết của cô được giả định là thả trôi trên biển Ayakashi. Chính sự tập trung cao độ - ẩn dụ trong con mắt phải của ông- lên vùng biển này đã biến nó thành Tam Long Giác Hội hay Vùng biển Ayakashi chết chóc.
Đáng buồn, ayakashi cho những hành khách xem chiếc tàu rỗng bằng cách kéo nó từ đáy biển lên sàn tàu của họ. Dù nghe thấy tiếng động bên trong nhưng họ phát hiện ra bên trong nó đã trống rỗng suốt 50 năm, Oyō thực sự đã "dâng mình cho biển" và không còn sống với những xúc cảm dành cho anh trai mình nữa.  Dược Phu phát hiện ra Genkei chính là mononoke, chí ít là bóng tối trong ông đã trở thành nó, và con mononoke này (dịch theo nghĩa đen là "hung thần bị ốm" hình thành khi con người cảm thấy hận thù, giận dữ, tội lỗi,.. hòa với ayakashi) đã gây ra bất ổn tại vùng biển Ayakashi. Dược Phu tiêu diệt mononoke theo nguyện vọng của Genkei và trả lại sự bình tĩnh cho ông. Sau 50 năm sống trong tội lỗi và ham muốn, nay ông đã được bình yên, dù cho Oyō mà ông yêu thương đã chết một cách vô ích.

#### Nhân vật
- Kayo (加世) (lồng tiếng bởi Yukana): Một người phụ nữ quen dược phu từ tiền truyện Ayakashi: Samurai Horror Tales. Cô là một hầu gái đang tìm việc làm mới ở Edo.
- Genkei (源慧) (lồng tiếng bởi Ryusei Nakao): Một nhà sư Phật giáo đáng kính.
- Sōgen (菖源) (lồng tiếng bởi Daisuke Namikawa): Một tu sĩ tập sự đi theo Genkei.
- Hyōe Sasaki (佐々木兵衛) (lồng tiếng bởi Daisuke Sakaguchi): Một samurai trẻ có thanh kiếm nổi tiếng tên là Kanesada.
- Genyōsai Yanagi (柳幻殃斉) (lồng tiếng bởi Tomokazu Seki): Một minstrel luyện tập Shugendō, người có kiến thức về ayakashi.
- Tamon Mikuniya (三國屋多門) (lồng tiếng bởi Yasuhiro Takato): Chủ tàu.
- Goromaru (五浪丸) (lồng tiếng bởi Eiji Takemoto): Thuyền trưởng của tàu.
- Umizatou (海座頭) (lồng tiếng bởi Norio Wakamoto): Một ayakashi yêu cầu hành khách tiết lộ điều họ sợ nhất.
- Oyō (お庸) (lồng tiếng bởi Haruna Ikezawa): Em gái của Genkei. Cô tình nguyện thay thế Genkei để hy sinh cho ayakashi.

### Tập 6–7: Noppera-bō のっぺらぼう

#### Nội dung
Một người phụ nữ tuyệt vọng tên là Ochou, mong muốn được tự do nhưng không thể thoát khỏi sự áp bức, thú nhận đã giết cả gia đình chồng của mình. Dược Phu nghi ngờ câu chuyện này và tới thăm Ochou trong phòng giam của cô để hỏi cô sự thật nhưng gặp phải một mononoke mang mặt nạ Noh, giao đấu với Dược Phu và cho Ochou trốn thoát. Người đàn ông mang mặt nạ thuyết phục Ochou rằng anh ta đã cho cô tự do bằng cách giúp cô giết gia đình mình, nhưng Dược Phu đã đuổi theo hai người và tiết lộ cho Ochou rằng cô không hề giết gia đình chồng mình, mà là chính cô. Ochou được gả vào một gia đình giàu có theo nguyện vọng của mẹ cô, nhưng trong mong muốn làm hài lòng mẫu thân, cô phải chịu bạo hành tới mức bỏ qua mọi niềm hạnh phúc mà cô có thể chạm tới trong đời của mình. Khi Ochou nhận ra điều này, người đàn ông mang mặt nạ Noh tan biến, và Ochou nhận ra mình đang ở trong nhà bếp. Ngụ ý rằng người đàn ông mang mặt nạ chính là một ảo ảnh do Dược Phu tạo ra để giúp Ochou trốn thoát—vào cuối tập phim, Ochou bỏ qua mệnh lệnh của chồng và bỏ nhà đi, đạt được sự tự do mà cô đã mong đợi từ lâu.

#### Nhân vật
- Ochō (お蝶) (lồng tiếng bởi Houko Kuwashima): Một người phụ nữ được gả vào một gia đình giàu có để làm hài lòng mẹ cô, cô phải chịu đựng sự bạo hành từ nhà chồng.
- Man in Fox Mask (仮面の男) (lồng tiếng bởi Hikaru Midorikawa): Một ayakashi mang mặt nạ cáo. Anh có thể thay đổi mặt nạ cáo của mình sang mặt nạ khác.
- Mẹ của Ochō (お蝶の実母) (lồng tiếng bởi Ako Mayama): Bà mong Ochō có thể kết hôn với một gia đình samurai cao quý vì bà đã mất chồng.
- Chồng của Ochō (お蝶の亭主) (lồng tiếng bởi Eiji Takemoto): Anh đối xử với Ocho như thể cô là một người hầu.
- Mẹ chồng của Ochō (姑) (lồng tiếng bởi Oriko Uemura): Bà không ưa Ochō.
- Em chồng của Ochō (義理の弟) (lồng tiếng bởi Hiroshi Okamoto): Anh ta đối xử tệ với Ochō.
- Em dâu của Ochō (義理の弟の嫁) (lồng tiếng bởi Aki Sasaki): Cô ta đối xử tệ với Ochō.
- Quan tòa (奉行) (lồng tiếng bởi Fukuhara Kouhei): Ông xét xử vụ án của Ochō.

### Tập 8–9: Nue 鵺

#### Nội dung
Ba người đàn ông muốn kết hôn với Tiểu thư Ruri, người thừa kế duy nhất của trường phái hương Fuenokouji, (kōdō), tới lâu đài của cô để tham gia cuộc hương nhưng nhận ra người cầu hôn thứ tư đã mất tích và Dược Phu thế chỗ anh ta. Trong cuộc thi, Tiểu thư Ruri bị sát hại. Khi Dược Phu hỏi vì sao ba người cầu hôn lại tiếp tục cuộc đấu, dù cho Tiểu thư Ruri đã mất, những người cầu hôn tiết lộ rằng cuộc thi không thực sự nằm trong hương trường mà là về Toudaiji, một miếng gỗ với lời đồn hoàn thành ý nguyện của chủ sở hữu nó.
Dù Dược Phu làm người chủ trì cho cuộc thi hương thứ hai nhưng không ai trong ba người giành được Toudaiji, vì cả ba đã bị giết.  Sự thật được tiết lộ rằng họ đã bị Toudaiji giết hại, và Dược Phu làm những điều này để khiến họ nhận ra cái chết của bản thân. Lúc này, Dược Phu yêu cầu Toudaiji, mononoke thật sự, hiện nguyên hình. Miếng Toudaiji vẽ nên lòng tự tin của nó từ thực tế rằng mọi người đánh giá nó rất cao nhưng thực ra, nó chỉ là một mẩu gỗ mục nát. Toudaiji giết những người tìm kiếm nó, kể cả những người cầu hôn Tiểu thư Ruri, kéo dài cuộc chơi đẫm máu này vì lợi ích của nó. Dược Phu phá hủy Toudaiji, xoa dịu linh hồn của những nạn nhân, bao gồm những người cầu hôn Tiểu thư Ruri.

#### Nhân vật
- Ōsawa Rōbo (澤廬房) (lồng tiếng bởi Takeshi Aono): Một người cầu hôn tiểu thư  Ruri. Một cận thần
- Muromachi Tomoyoshi (室町具慶) (lồng tiếng bởi Eiji Takemoto): Một người cầu hôn tiểu thư Ruri. Một samurai.
- Nakarai Tansui (半井淡澄) (lồng tiếng bởi Masashi Hirose): Một người cầu hôn tiểu thư  Ruri. Một người đánh cá.
- Jissonji Konari (実尊寺惟勢) (lồng tiếng bởi Naoya Uchida): Một người cầu hôn tiểu thư  Ruri, bị sát hại dã man trước khi cuộc thi bắt đầu.
- Lady Ruri (瑠璃姫, Ruri-hime) (lồng tiếng bởi Wakana Yamazaki): Người sáng lập trường hương và sở hữu Tōdaiji. Cô đã bị giết trong cuộc thi.
- Bà lão (老いた尼僧) (lồng tiếng bởi Yuri Kobayashi): Một người hầu của Tiểu thư Ruri.
- Thiếu nữ (童女) (lồng tiếng bởi Kamada Kozue): Một cô gái bí ẩn xuất hiện và biến mất bất cứ khi nào Muromachi ở một mình.
- Nue (鵺): Một con mononoke có thể thay đổi hình dạng sinh ra từ tinh thần Tōdaiji.

### Tập 10–12: Bakeneko 化猫

#### Nội dung
Lấy bổi cảnh trong thời gian muôn hơn các phần trước— khoảng những năm 1920 — Dược Phu lên một con tàu hỏa cùng các hành khách khác. Không may, con tàu đâm phải hồn ma của một cô gái, sáu hành khách cùng Dược Phu bị mắc lại trong toa đầu. Dược Phu tra hỏi từng người để tiết lộ mối quan hệ tối tăm giữa họ, làm sáng tỏ vụ giết hại một nữ nhà báo trẻ tuổi. Vào cuối tập phim, linh hồn của người phụ nữ tra được thù và các hành khách được cứu, Dược Phu thách thức người xem tiết lộ Chân và Căn của họ, thề sẽ tiếp tục săn lùng mononoke khi nào chúng còn gây hại tới chốn nhân gian.

#### Nhân vật
- Kiyoshi Moriya (森谷清) (lồng tiếng bởi Eiji Takemoto): Một nhà báo thông đồng với thị trưởng. Không muốn để lộ bí mật của tàu điện ngầm, ông đã giết Setsuko - người biết sự thật.
- Setsuko Ichikawa (市川節子) (lồng tiếng bởi Fumiko Orikasa):  Một nhà báo và là cấp dưới của Kiyoshi Moriya. Cô phát hiện ra bí mật của tàu điện ngầm và cố gắng báo cáo, nhưng cô đã bị giết bởi Moriya. Cô quay về dưới dạng một hồn ma và cuối cùng đã giết Moriya.
- Jyutarō Fukuda (福田寿太郎) (lồng tiếng bởi Hiroshi Iwasaki): Thị trưởng.
- Sakae Kadowaki (門脇栄) (lồng tiếng bởi Minoru Inaba): Một nhân viên cảnh sát có nhiệm vụ hộ tống thị trưởng.
- Bunpei Kinoshita (木下文平) (lồng tiếng bởi Seiji Sasaki): Người lái tàu. Vì lái tàu trong tình trạng mệt mỏi, ông không thể dừng đoàn tàu khi nhận ra Setsuko rơi xuống đường ray.
- Nomoto Chiyo (野本チヨ) (lồng tiếng bởi Yukana): Một hầu gái ở tiệm cà phê, vì muốn nổi tiếng nên đã cung cấp thông tin sai lệch cho cảnh sát về cái chết của Setsuko.
- Haru Yamaguchi (山口ハル) (lồng tiếng bởi Yoko Soumi): Một góa phụ. Cô nghe thấy tiếng hét khi gặp người yêu, nhưng bỏ qua nó.
- Masao Kobayashi (小林正男) (lồng tiếng bởi Aiko Hibi): Một cậu bé giao sữa, người đã chứng kiến cái chết của Setsuko nhưng đã trốn đi mà không gọi cho cảnh sát.

## Danh sách tập phim
| Tập | Tựa tiếng Nhật       | Tựa tiếng Việt            | Kịch bản         | Hoạt ảnh                           | Đạo diễn                    | Hình ảnh                                                   |
| --- | -------------------- | ------------------------- | ---------------- | ---------------------------------- | --------------------------- | ---------------------------------------------------------- |
| 1   | 座敷童子（前編）     | Zashiki-warashi（Phần 1） | Ikuko Takahashi  | Kenji Nakamura                     | Kenji Nakamura Kohei Hatano | Hashimoto Takashi                                          |
| 2   | 座敷童子（後編）     | Zashiki-warashi（Phần 2） | Ikuko Takahashi  | Hisashi Watanabe                   | Hisashi Watanabe            | Natsuki Watanabe                                           |
| 3   | 海坊主（序の幕）     | Umibōzu （Phần 1）        | Chiaki J. Konaka | Kazuhiro Furuhashi                 | Mana Uchiyama               | Ikai Kazuyuki                                              |
| 4   | 海坊主（二の幕）     | Umibōzu （Phần 2）        | Chiaki J. Konaka | Kazuhiro Furuhashi                 | Yoshihisa Matsumoto         | Soga Atsushi                                               |
| 5   | 海坊主（大詰め）     | Umibōzu （Phần 3）        | Chiaki J. Konaka | Kazuhiro Furuhashi                 | Kohei Hatano                | Hidemi Kubo Yuuji Hakamada                                 |
| 6   | のっぺらぼう（前編） | Noppera-bō（Phần 1）      | Manabu Ishikawa  | Hidehito Ueda                      | Hidehito Ueda               | Tatsuya Oka                                                |
| 7   | のっぺらぼう（後編） | Noppera-bō（Phần 2）      | Manabu Ishikawa  | Atsutoshi Umezawa Hisashi Watanabe | Yukihiko Nakao              | Natsuki Watanabe Yuji Hakamada                             |
| 8   | 鵺（前編）           | Nue（Phần 1）             | Chiaki J. Konaka | Koji Yamasaki                      | Koji Yamasaki               | Megumi Ishihara Hidemi Kubo                                |
| 9   | 鵺（後編）           | Nue（Phần 2）             | Chiaki J. Konaka | Koji Yamasaki                      | Koji Yamasaki               | Hideoki Kusama Shigeki Kuhara Kenji Hayama Megumi Ishihara |
| 10  | 化猫（序の幕）       | Bakeneko（Phần 1）        | Ikuko Takahashi  | Iku Ishiguro                       | Kohei Hatano                | Mikine Kuwahara Yuji Hakamada                              |
| 11  | 化猫（二の幕）       | Bakeneko（Phần 2）        | Ikuko Takahashi  | Iku Ishiguro                       | Hidehito Ueda               | Tatsuya Oka                                                |
| 12  | 化猫（大詰め）       | Bakeneko（Phần 3）        | Michiko Yokote   | Iku Ishiguro                       | Kenji Nakamura              | Takashi Hashimoto                                          |

## Âm nhạc
Bài hát mở đầu -  Trăng hạ tuần  (Kagen no Tsuki / 下弦の月)
Lời - Ai Kawa (香和文) / Biên soạn & Sắp xếp - Ryōta Komatsu / Trình bày - Ryōta Komatsu & Charlie Kosei
Bài hát kết thúc – Hoa mùa hạ (Natsu no Hana / ナツノハナ)
Lời - Miyuki Hashimoto / Biên soạn- Naohisa Taniguchi / Sắp xếp - CHOKKAKU /Trình bày - JUJU

## Các series manga
Mononoke （phát hành bởi Young Gangan Comics, Square Enix）
Minh họa - Yaeko Ninagawa.
Nguyên tác - Anime「Bakeneko」bởi Kai 〜ayakashi〜 Ủy ban sản xuất.
- Tập đầu（xuất bản 25/2/2008）ISBN 978-4-7575-2211-4
- Tập hai（xuất bản 25/10/2008）ISBN 978-4-7575-2388-3

Đăng trong tạp chí『Young Gangan Comics』.
Mononoke -Umibōzu- （phát hành bởi Zenon Comics, North Stars Pictures, bản bởi Tokuma Shoten）
Minh họa - Yaeko Ninagawa.
Kịch bản - Chiaki J. Konaka.
Nguyên tác- Anime「Umibōzu」bởi Ủy ban sản xuất 〜Mononoke〜.
- Tập đầu（phát hành 19/7/2014）ISBN 978-4-19-980223-2
- Tập hai（phát hành 9/6/2015）ISBN 978-4-19-980250-8

Đăng trong tạp chí 『Zenon Comics』.
Mononoke -Zashiki Warashi- （Phát hành bởi Zenon Comics, North Stars Pictures, bán bởi Tokuma Shoten）
Minh họa - Yaeko Ninagawa.
Nguyên tác - Anime「Zashiki Warashi」bởi Ủy ban sản xuất 〜Mononoke〜.
- （phát hành 10/10/2015）ISBN 978-4-19-980310-9

Ủy ban sản xuất 『Zenon Comics』.
Mononoke -Nue- （phá hành bởi Tokuma Shoten）
Minh họa - Yaeko Ninagawa.
Nguyên tác - Anime「Nue」bởi Ủy ban sản xuất 〜Mononoke〜.
- （phát hành 2016）

Đăng trong tạp chí 『Zenon Comics』.